# ネオジャパン
株式会社ネオジャパン（英: NEOJAPAN Inc.）は、横浜市西区に本社を置く日本の独立系ソフトウェア開発企業。
企業の情報共有効率化を目的としたグループウェア「desknet's NEO」を主力製品としている。

## 概要
主にビジネス向けのグループウェアや業務効率化ソリューションの開発・提供を行っている。
代表的な製品には、企業のコミュニケーションとコラボレーションを促進するノーコードツール一体型グループウェア「desknet's NEO（デスクネッツ ネオ）」、「AppSuite（アップスイート）」や、ビジネスチャットツール「ChatLuck（チャットラック）」などがある。

## 沿革[3]
- 1992年 - 会社設立

- 1992年 - 東京電力、九州電力、トヨタ自動車などの社内システムを受託開発

- 1999年 - グループウェアiOffice2000販売開始

- 2000年 - iOffice V3をリリース

- 2001年 - 大企業向けグループウェアdesknet’sエンタープライズ版販売開始。

- 2002年 - 中小企業向けグループウェアdesknet’s販売開始

- 2004年 - 事業拡大のため、横浜ランドマークタワーに移転

- 2006年 - インターネットを通じてdesknet’sなどのアプリをサービス提供する（現在のSaaS）Applitusを提供開始

- 2009年 - desknet’sに安否確認機能を搭載

- 2012年 - desknet’s NEO販売開始

- 2013年 - desknet’s NEOのクラウド提供を開始

- 2015年 - 東証マザーズ上場

- 2015年 - オンプレミス導入対応のセキュリティ特化型ビジネスチャット「ChatLuck」販売開始

- 2017年 - 初の地方拠点、大阪営業所を開設

- 2017年 - ノーコード業務アプリ作成ツール「AppSuite」販売開始

- 2018年 - 東証一部へ市場変更

- 2019年 - 名古屋営業所を開設

- 2019年 - 海外子会社「DELCUI」を米国カリフォルニアに設立

- 2019年 - 株式会社Pro-SPIREを株式取得により連結子会社化

- 2019年 - 海外子会社「NEOREKA ASIA」をマレーシアに設立

- 2021年 - 海外子会社「NEO THAI ASIA」をタイ王国に設立

- 2022年 - 福岡営業所を開設

- 2022年 - 東証プライムへ移行

- 2024年 - 海外子会社「NEOPhilippine Tech」をフィリピン共和国に設立

- 2024年 - カスタマーコミュニケーションハブ「NEOPORT」販売開始

## 事業内容
ソフトウェア事業
- グループウェアを中心とするソフトウェアの開発、クラウドサービスの運営、ライセンス販売、関連する役務作業の提供

システム開発サービス事業
- 企業向けシステムエンジニアリングサービス

海外事業
- ASEAN各国における製品・サービスの販売、北米における製品開発、現地のマーケット調査、パートナー企業の発掘等

## 製品・サービス[4]
desknet's NEO
ビジネスに必要なコミュニケーションとコラボレーション機能を統合したグループウェア。モバイル対応、柔軟なカスタマイズ性、強固なセキュリティを備え、業種・業界を問わず導入されている。
AppSuite
業務プロセスの効率化と自動化を実現する完全ノーコード開発ツール。企業のニーズに応じて自らで様々なアプリの開発が可能。desknet's NEO上で動作するため、desknet's NEOと併せて契約する必要がある。
ChatLuck
社内外の関係者とのコミュニケーションを円滑化するビジネスチャットツール。オンプレミス版、クラウド版の両方を提供し、チーム内のスムーズな情報共有を促進する。
NEOPORT
顧客やパートナーとのコミュニケーションに関する業務を円滑にする事で、顧客対応の品質向上に役立つカスタマーコミュニケーションハブ。

## 拠点
- 横浜本社
- 大阪営業所
- 名古屋営業所
- 福岡営業所

## 子会社
DELCUI Inc.（米国）
- 設立：2019年6月11日  代表者：齊藤 浩介  所在地：アメリカ合衆国カリフォルニア州  事業内容：ソフトウエア・クラウドサービスの開発・販売・サポート、北米における営業活動、現地のマーケット調査、パートナー企業の発掘等

株式会社 Pro-SPIRE（日本）
- 設立：1988年7月  代表取締役社長：日置 茂  所在地：東京都大田区大森北1-6-8ウィラ大森ビル7F  事業内容：システムインテグレーション・クラウドインテグレーション事業

NEOREKA ASIA Sdn.Bhd.（マレーシア）
- 設立：2019年12月  代表者：齋藤 晶議  所在地：マレーシア クアラルンプール連邦直轄領  事業内容：パッケージソフトの販売 / クラウドサービスの提供

NEO THAI ASIA Co., Ltd.（タイ王国）
- 設立：2021年2月  代表者：渡辺 立哉  所在地：タイ王国 バンコク  事業内容：パッケージソフトの販売 / クラウドサービスの提供

NEOPhilippine Tech Inc.（フィリピン共和国）
- 設立：2024年4月  代表者：齋藤 晶議  所在地：フィリピン共和国 メトロマニラ  事業内容：パッケージソフトの販売 / クラウドサービスの提供